# حرارة حيوية
الحرارة الحيوية هي عملية تسخين الأنسجة الحية باستخدام الإشعاع غير المؤين. يمكن أن تشمل المصادر المغناطيسي (الاستقرائي) أو الكهرومغناطيسي (الموجات الراديوية) أو موصل (مواد عضوية).